# Pelyněk cicvárový

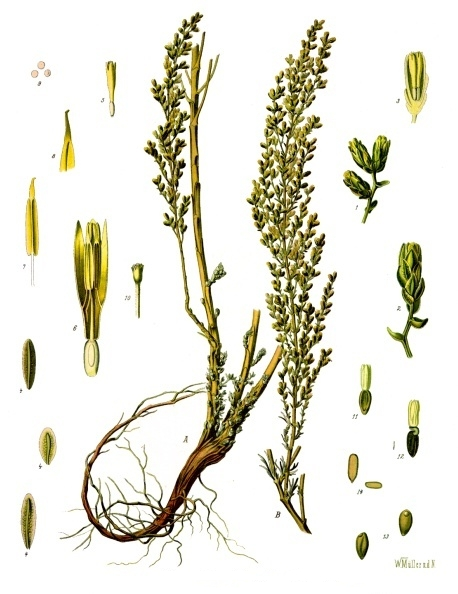
Nákres pelyňku cicvárového

Pelyněk cicvárový (Artemisia cina) je vytrvalá, 20 až 50 cm vysoká keřovitá rostlina historicky známa tím, že poskytuje drogu ke spolehlivému vypuzení parazitické hlístice škrkavky dětské z tenkého střeva lidí i lidoopů. Za tímto účelem byly užívané sušené úbory s ještě nerozvitými květy, obsahující okolo 2 až 3 % bicyklického seskviterpenového laktonu santoninu. Úbory byly prodávané pod jménem „cicvárové semínko“, obalované v cukru pak užívané hlavně pro léčbu dětí. Účinná látka santonin hlístice nezabíjí, působí pouze na jejich nervový ganglion, vyvolá křeče jejich svalů a vypudí je ze střev živé; proti tasemnicím ale nepůsobí.
S rozvojem povědomí o škodlivosti této látky, způsobující mj. poškození zraku xanthopsii nebo paralýzu dýchacích cest, se od této léčby v Evropě od poloviny 20. století upustilo. V současnosti je dokonce v Evropské uni zakázáno používat látky získané z pelyňku cicvárového v potravinářství.

## Rozšíření
Tento druh pelyňku pochází z polopouštních oblastí jihozápadní Asie (Írán) a Střední Asie (Kazachstán a Uzbekistán). Druhotně byl rozšířen do střední a severní Číny, do provincií Che-nan, Chu-nan, Chu-pej a autonomních oblastí Sin-ťiang a Vnitřní Mongolsko. V české přírodě se tato rostlina pravděpodobně nevyskytuje.

## Ekologie
Aromatická keřovitá rostlina preferující sušší, písčité půdy, které mohou být i poměrně slané, je však náročná na dostatek slunečního svitu. Vyrůstá převážně v oblastech, kde jsou extrémně vysoké i nízké teploty a dostatek vláhy bývá jen krátkodobě, nesnáší tudíž přemokření. Dobře zakořeněné rostliny jsou odolné vůči suchu, v zásadité, málo výživné a suché půdě mají delší životnost a jsou aromatičtější.
Dřevnaté stonky v průběhu zimy odumírají a z jara raší od kořene nové, což dává rostlině bylinný charakter. Kromě malého množství santoninu obsahují nadzemní části rostliny hlavně artemisinin, monogynin, mibulakton, pseudosantonin a deoxypseudosantonin. V neotevřených květenstvích jsou dále sloučeniny jako terpineol, pinen, terpinen, α-terpineol, karvakrol a několik monoterpenů a seskviterpenů.

## Popis
Polokeř, jenž vypouští z dřevnaté kořenové hlavy prutovité, přímé, dřevnatějící stonky dlouhé nejvýše do 50 cm, které jsou lysé nebo vlnitě chlupaté a nahoře rozvětvené. Jsou odspodu porostlé střídavými listy a nahoře zakončené květenstvími. Ve spodní části vyrůstají listy řapíkaté, dlouhé 3 až 6 cm a široké 1,5 až 4,5 cm, většinou jsou dvou či trojnásobně zpeřené se 3 až 4 páry úzce čárkovitých úkrojků ukončených hrotem. Ve středu lodyhy jsou převážně listy trojdílné, které společně se spodními při nástupu kvetení vadnou a opadávají. V horní části jsou listy drobné, přisedlé a jsou společně s listeny jednoduché, celokrajné, úzce čárkovité a přetrvávají dobu kvetení.
Na vrcholu lodyhy a větví vyrůstají v úzkých latnatých květenstvích vejčité či kulovité, zvenčí hustě chlupaté, přisedlé žlutozelené úbory, se třemi až pěti oboupohlavnými květy dlouhými 2 až 3 mm. Jejich zákrov z lysých listenů bývá vejčitý nebo vejčitě podlouhlý a mívá asi 2 mm v průměru. Květy nemají kalich, pětizubá slonovitě zbarvená koruna je trubkovitá. Tyčinek s prašníky srostlých do trubičky je pět. Pestík má spodní semeník s jediným vajíčkem a dvěma třásnitými bliznami. Květy jsou opylovány větrem.
Plod je šedá, vejčitá, rýhovaná nažka dlouhá 1 až 1,5 mm. Nažky dozrávají v druhé polovině října a bývají po okolí rozšiřovány větrem nebo vodou, případně ulpívají na srsti v blízkosti přecházejících zvířat. Pelyněk cicvárový se může rozmnožovat semeny vysetými na podzim, nebo mladými řízky 10 až 15 cm dlouhými vysázenými v létě do mírně zastíněného skleníku, kde nové rostlinky přečkají i první zimu.